# باغ‌وحش پاریس
باغ‌وحش پاریس (parc zoologique de Paris) که سابقاً به نام پارک جانورشناسی (بوآ د وینسن bwɑ d‿vɛ̃sɛn) نامیده می‌شد، و اکنون نام آن باغ وحش وینسن است، یکی از ساختمان‌های موزه ملی تاریخ طبیعی می‌باشد که در منطقه دوازدهم پاریس واقع شده است که مساحت ۱۴٫۵ هکتار از «بوآ د وینسن» را زیر پوشش خود قرار می‌دهد. این باغ‌وحش به‌عنوان مکمل «جاردن د پلانتس» طراحی شده است، و به مشاهده رفتار حیوانات در یک محیط مناسب اختصاص دارد. از زمان بازگشایی آن در سال ۱۹۳۴، یک سنگ بزرگ ۶۵ متر (۲۱۳ فوتی) در وسط پارک، قرار داده شده که از دور قابل رویت است و پارک را برجسته کرده و مردم آن را «صخره بزرگ» می‌نامند. این باغ‌وحش یک گلخانه چهار هزار متر مربع (۴۳٬۰۰۰ فوت مربع) با آب و هوای گرم و معتدل استوایی دارد.
این باغ‌وحش از ۳۰ نوامبر ۲۰۰۸ تا ۱۲ آوریل ۲۰۱۴ به دلیل فرسوده شدن و کوچک بودن برای حیوانات وعدم انطباق با معیارهای قرن بیست و یکم بسته شد. نوسازی که در ۷ دسامبر ۲۰۱۱ آغاز شد بیش از دو سال و نیم طول کشید و به‌طور کامل مورد بازسازی قرار گرفت و در پنج محیط طبیعی اصلی گروه‌بندی شد (به نام biozones). این کار به آنها اجازه داد تا استانداردهای مدرن برای رفاه حیوانات، امنیت عمومی و موزه‌شناسی را کسب کرده و وضعیت محیط زیست را بهبود دهند.

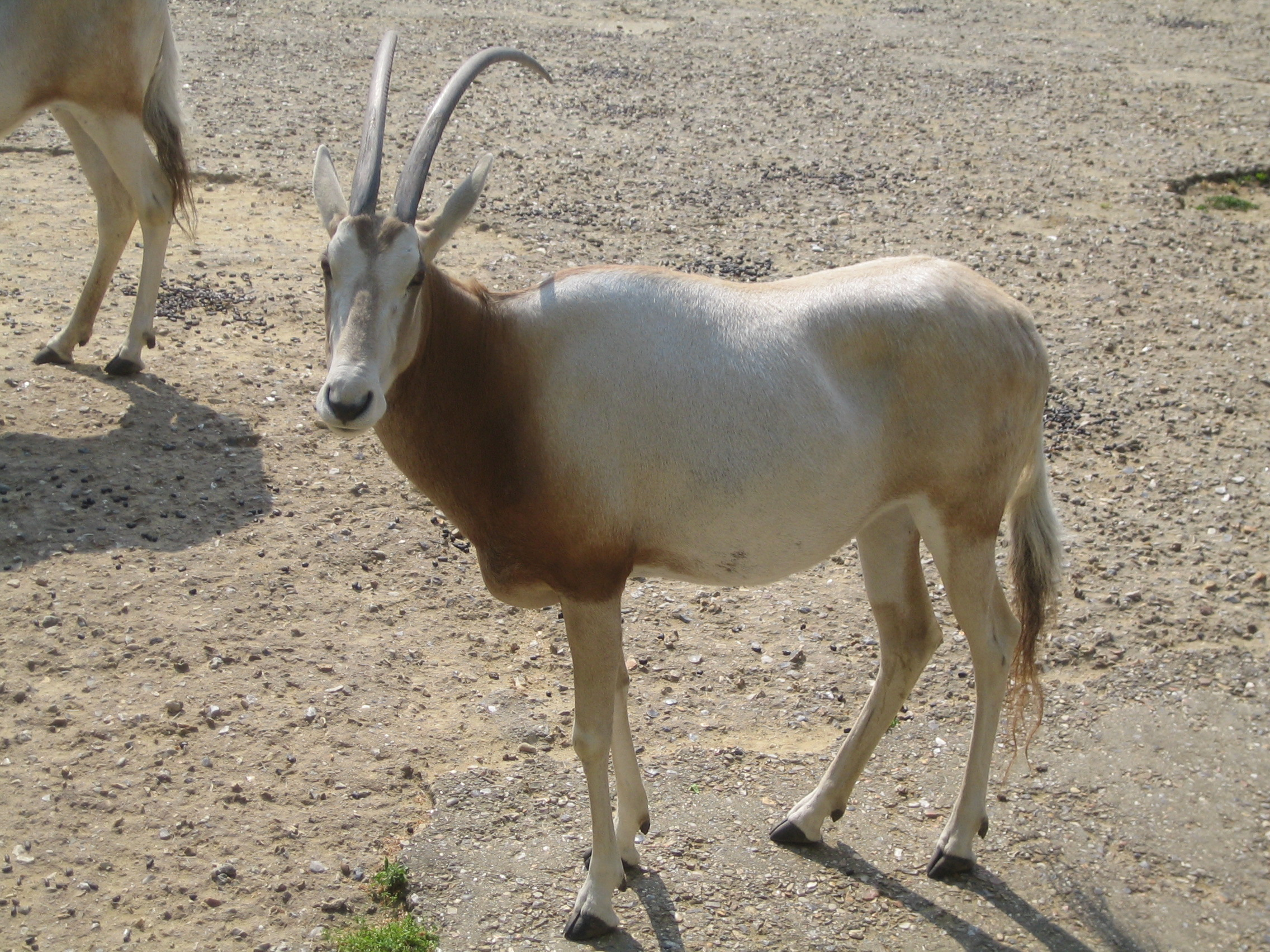
غزال بزرگ آفریقایی شاخ هلالی در باغ‌وحش پاریس